# Épinay-sur-Seine
Épinay-sur-Seine (franskt uttal: [epinɛ syʁ sɛn]
 ( lyssna)) är en kommun i departementet Seine-Saint-Denis i regionen Île-de-France i norra Frankrike. Kommunen ligger i kantonerna Épinay-sur-Seine och Saint-Ouen-sur-Seine som tillhör arrondissementet Saint-Denis. År 2022 hade Épinay-sur-Seine 53 564 invånare.
Kommunen är en av de nordvästliga förorterna till Paris. Kommunen ligger 11,3 kilometer från Paris centrum.

## Befolkningsutveckling
| Befolkningsutvecklingen i Épinay-sur-Seine 1968–2021 | Befolkningsutvecklingen i Épinay-sur-Seine 1968–2021 | Befolkningsutvecklingen i Épinay-sur-Seine 1968–2021 | Befolkningsutvecklingen i Épinay-sur-Seine 1968–2021 | Befolkningsutvecklingen i Épinay-sur-Seine 1968–2021 |
| ---------------------------------------------------- | ---------------------------------------------------- | ---------------------------------------------------- | ---------------------------------------------------- | ---------------------------------------------------- |
|                                                      |                                                      |                                                      |                                                      |                                                      |
| År                                                   |                                                      |                                                      | Folkmängd                                            |                                                      |
| 1968                                                 | 1968                                                 |                                                      | 41 774                                               |                                                      |
| 1975                                                 | 1975                                                 |                                                      | 46 578                                               |                                                      |
| 1982                                                 | 1982                                                 |                                                      | 50 314                                               |                                                      |
| 1990                                                 | 1990                                                 |                                                      | 48 762                                               |                                                      |
| 1999                                                 | 1999                                                 |                                                      | 46 409                                               |                                                      |
| 2007                                                 | 2007                                                 |                                                      | 52 020                                               |                                                      |
| 2015                                                 | 2015                                                 |                                                      | 54 840                                               |                                                      |
| 2021                                                 | 2021                                                 |                                                      | 53 489                                               |                                                      |